# Liga de la República Democrática Alemana de waterpolo masculino
La Liga de la República Democrática Alemana de waterpolo masculino era la competición más importante de waterpolo masculino entre clubes de la República Democrática Alemana. Aparece con la creación de la República Democrática Alemana. Desaparece con la reunificación alemana en 1990.

## Historial
Estos son los ganadores de liga:
- 1990: Empor Halle-Neustadt
- 1989: Motor Leipzig-Nord
- 1988: Motor Leipzig-Nord
- 1987: Motor Leipzig-Nord
- 1986: Empor Halle-Neustadt
- 1985: Empor Halle-Neustadt
- 1984: Motor Leipzig-Nord
- 1983: Empor Halle-Neustadt
- 1982: Empor Halle-Neustadt
- 1981: Empor Halle-Neustadt
- 1980: Empor Halle-Neustadt
- 1979: Empor Halle-Neustadt
- 1978: Dynamo Magdeburg
- 1977: Dynamo Magdeburg
- 1976: Dynamo Magdeburg
- 1975: Turbine Gaswerke Berlin
- 1974: Turbine Gaswerke Berlin
- 1973: Dynamo Magdeburg
- 1972: Dynamo Magdeburg
- 1971: Dynamo Magdeburg
- 1970: Dynamo Magdeburg
- 1969: Dynamo Berlin
- 1968: Dynamo Magdeburg
- 1967: Dynamo Berlin
- 1966: Dynamo Magdeburg
- 1965: Dynamo Magdeburg
- 1964: Dynamo Magdeburg
- 1963: Dynamo Magdeburg
- 1962: Dynamo Magdeburg
- 1961: Dynamo Magdeburg
- 1960: Dynamo Magdeburg
- 1959: Dynamo Magdeburg
- 1958: Dynamo Magdeburg
- 1957: Dynamo Magdeburg
- 1956: Aufbau Magdeburg
- 1955: Aufbau Magdeburg
- 1954: Aufbau Magdeburg
- 1953: Aufbau Börde Magdeburg
- 1952: Aufbau Börde Magdeburg
- 1951: Aufbau Börde Magdeburg
- 1950: Lokomotive Chemnitz
- 1949: Börde Magdeburg